# Ergol
| |  |  |
| Deux exemples d'ergols complémentaires : du dioxygène liquide (le comburant / oxydant) et du kérosène RP-1 (le carburant / réducteur) |  |  |

Un ergol, dans le domaine de l'astronautique, est une substance homogène employée seule ou en association avec d'autres substances et destinée à fournir de l'énergie à un lanceur spatial, un satellite, ou tout autre objet propulsé astronautique. Les ergols sont les produits initiaux, séparés, utilisés dans un système propulsif à réaction, de manière générale utilisés dans des moteurs-fusées. Ils sont constitués respectivement d'éléments oxydants (comburant) et réducteurs (carburant ou combustible), c'est-à-dire d'un élément capable de recevoir un ou plusieurs électrons durant une réaction, et un capable d'en fournir.
Le terme d’ergols résiduels est employé pour désigner les ergols imbrûlés, restants dans les réservoirs du lanceur après la phase propulsée.
On assimile parfois ergols et propergols.

## Classement
Les ergols sont classés selon :
- leur état : solide, liquide, gazeux ou lithergols/hybrides (liquide-solide) ;
- le nombre des constituants : monergol, diergol (ou biergol), triergol ;
- leur température de conditionnement : cryotechniques, stockables, haute température (plus rares).
- leur réactivité : réaction hypergolique (c'est-à-dire spontanée) ou non

## Propriétés recherchées
Les propriétés recherchées des ergols sont :
- une densité élevée pour réduire le volume des réservoirs (plus d'énergie par mètre cube emporté) ;
- une température d'ébullition la plus élevée possible (en lien avec la faible pression en altitude) ;
- une énergie de combustion (ou de décomposition) élevée ;
- des produits de combustion stables (faible dissociation) ;
- des produits de combustion à faible masse molaire.

## Principaux ergols

### Liquides
De nombreux ergols liquides différents peuvent être employés, en fonction des caractéristiques des lanceurs, possédant tous des comportements différents :
- Carburants (réducteurs) :
  - kérosène, mélange d'hydrocarbures utilisés en différentes proportions en fonction des usages (grade RP-1/RP-2 aux États-Unis, T-1/RG-1 en URSS/Russie, etc.)
  - dihydrogène liquide (H2, parfois abrégé LH2 aux États-Unis) ;
  - diméthylhydrazine asymétrique (C2H8N2, parfois abrégé en UDMH) ;
  - hydrazine (N2H4) ;
  - hydrate d'hydrazine (N2H4.H2O) ;
  - monométhylhydrazine (CH6N2, parfois abrégé en MMH) ;
  - syntine (C10H16, hydrocarbure de synthèse qui fut utilisé par Soyouz-U2) ;
  - éthanol (C2H6O) ;
  - éther éthylique (C4H10O) ;
  - essence de térébenthine, huile essentielle composée de multiples molécules.

- Comburants (oxydants) :
  - dioxygène liquide (O2, parfois abrégé en LOX) ;
  - peroxyde d'azote (N2O4, parfois abrégé en NTO) ;
  - peroxyde d'hydrogène (H2O2) ;
  - acide nitrique fumant rouge inhibé, mélange de divers oxydants (parfois abrégé en IRFNA) ;
  - acide perchlorique (HClO4) ;
  - tétrafluorohydrazine (N2F4) ;
  - difluor liquide (F2) ;
  - difluorure d'oxygène (F2O).

### Solides
Liste des principaux ergols solides :
- perchlorate d'ammonium ;
- nitrate de potassium.

Vers des réservoirs de combustible « autophage » ? C'est un principe proposé par des chercheurs anglais et ukrainiens : plutôt qu'une chambre solide contenant un carburant liquide, ils proposent d'utiliser une chambre solide elle-même constituée de carburant. Cette chambre « se mangerait elle-même » et la fusée s'allégerait un peu plus au fur et à mesure de la montée dans l'atmosphère. De premiers tests laissent penser que cette approche n'empêcherait pas un bon contrôle de la poussée (throttleability),.

### Gazeux
Des ergols gazeux peuvent parfois être employés, entre autres dans le cadre de la propulsion ionique. Ce sont majoritairement des gaz nobles :
- Xénon
- Mercure
- Bismuth
- Iode
- Argon
- Krypton